# 2008 في المكسيك
فيما يلي قوائم الأحداث التي وقعت خلال عام 2008 في المكسيك.

## رياضة
- 1 يناير – رالي المكسيك 2008

## برامج ومسلسلات وأنمي
- إيل تايغر: مغامرات ماني ريفيرا

## وفيات

### أبريل
- 14 أبريل – ميغيل غالفان (مواليد 1957) ممثل مكسيكي.

### مايو
- 4 مايو – جايمي غوميز (مواليد 1929) لاعب كرة قدم مكسيكي.